# 山宮神社 (新温泉町)
山宮神社（さんぐうじんじゃ）は、兵庫県美方郡新温泉町七釜字木谷1409に鎮座する神社。旧社格は村社。主祭神は大山祇命、副祭神はイザナギ、イザナミ、誉田別尊、スサノオノミコト。

## 概要
七釜温泉源泉近くの小高い山林の上に位置する。創建年代は不明。近世以前は山神権現と称されていた祖神で、1868年（明治元年）に現在の名称に改められた。1873年（明治6年）3月、村社列格と同時に八幡神と胞衣神を合祀した。
室町時代の1444年（文安元年）に再建された社殿は、1944年（昭和19年）に台風で倒壊する。現在の社殿は戦後建立されたものである。

## 祭事・行事
- 例祭日 9月29日[1]

## 文化財
- 七釜麒麟獅子舞 - 町指定民俗文化財（1986年3月31日指定）[2]
- 山宮神社社叢（しゃそう） - 町指定文化財天然記念物（1986年3月31日指定） 、スダジイやヒノキの古木、ヤブツバキ・サカキなどが繁茂する鎮守の森[3]

## 交通アクセス
- JR西日本山陰本線：浜坂駅から全但バス湯村温泉行で、バス停「七釜温泉口」下車 徒歩5分
- 大阪・神戸から全但バス夢千代号で「湯村温泉」下車、浜坂行バスに乗り換えて「七釜温泉口」下車 徒歩5分

## 周辺
- 浜坂温泉郷
  - 浜坂温泉 - バス9分
- 湯村温泉 - バス15分
- 浜坂県民サンビーチ
- 但馬御火浦